# ペガサスキャンドル

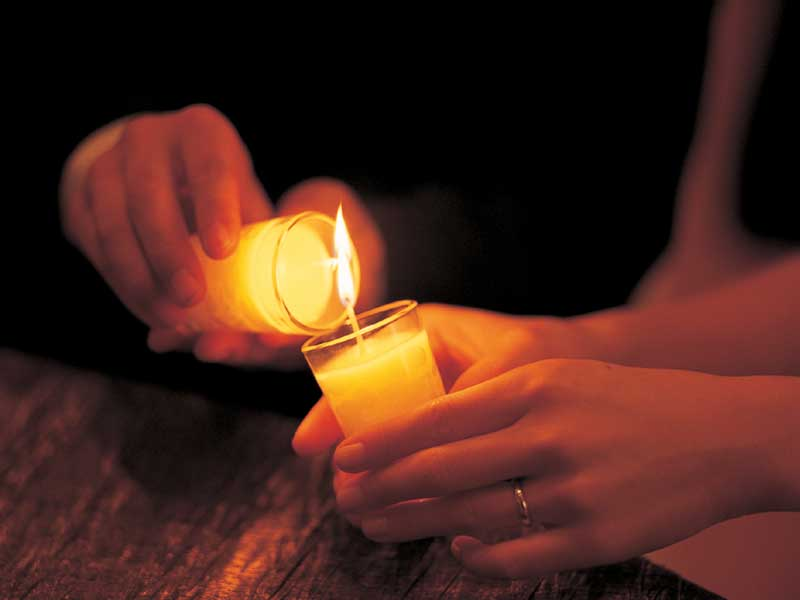
キャンドルリレー（撮影・著作：ペガサスキャンドル）

ペガサスキャンドルは、キャンドル（ろうそく）及び付随する備品や演出機材を製造販売する会社である。ウェディング（結婚式）キャンドルのなかでもメモリアルキャンドルは2006年で累計500万本を製造販売している。創業地は岡山県倉敷市。

## 社歴
1934年に、井上定夫（創業者）が岡山県倉敷市でキャンドルの製造を開始し、1950年に法人組織となった。「キャンドル（蝋燭）を通じて人類の幸せに貢献する　心の燈火をつくる」を理念とし、キャンドルを使用したライフスタイルをオンラインショップキャンドルワールドやホームページなどで提案している。キャンドルサービスの定番である「連続着火式キャンドル」や、吹き消しても再び灯る「マジックキャンドル」、お風呂に浮かべる「ぷかぷかバスキャンドル」などは同社の特許商品。ウェディングの新提案として、「ユニティーセレモニー」を打ち出している。また、機材レンタルシステムを確立。全国の祭りやイベントに賛同協力している。
取り扱い商品は、ウェディング以外にも、生活雑貨キャンドルや、フューネラル（葬儀）用の灯り祭壇ロウソクなどがある。
キャンドルのリラックス（癒やし）効果について、科学的に実証し「キャンドルの不思議なチカラ。」を2006年、発表している。
2017年に、キャンドルブランド「倉敷製蠟」を発表。同ブランドの薄さ3mmの「CARD CANDLE」は、「DESIGN TOKYO大賞 2017グランプリ」「グッドデザイン特別賞[ものづくり]」を受賞した。

## 主な事業

### ブライダル事業
価値の提案を最重点に「キャンドルサービス」の一歩から、「トータルコーディネート」まで、スタンスを変えることなく提案し続けている。

### キャンドルワールド事業
21世紀のライフスタイルにあったキャンドルとその使い方を提案。

### 神仏事業
時代とともに変化する葬儀のスタイルに対応し「あかり祭壇」や「献灯」などを提案。

### 結婚相談所事業
IBJに加入する結婚相談所事業を開始。専門の相談員が面談をし、プロフィール作成からマッチングまでサポートして相談者に最適な相手を紹介する。

### 大型車レンタル事業
2025年開始予定